# Christian Bro
Christian Bro (født 1. august 1963 på Sct. Josephs Hospital i Fredericia) er en dansk socialdemokratisk politiker der siden 23. april 2024 har været borgmester i Fredericia Kommune.
Bro overtog borgmesterposten fra Steen Wrist 23. april 2024, da Wrist fratrådte grundet at han skulle starte på et nyt arbejde. Wrist havde tidligere meddelt at han ikke ville genopstille til byrådet ved næste kommunalvalg, og Bro havde allerede i marts 2024 vundet et kampvalg om at blive Socialdemokratiet borgmesterkandidat ved kommunalvalget. Han havde været medlem af Fredericia Byråd i 13 år, da han blev borgmester.
Christian Bro ansat hos PostNord på postcenteret i Erritsø hvor hans arbejdsområde er arbejdstøj og sikkerhedssko. Han er gift og har to voksne børn.